# Io (Mythologie)

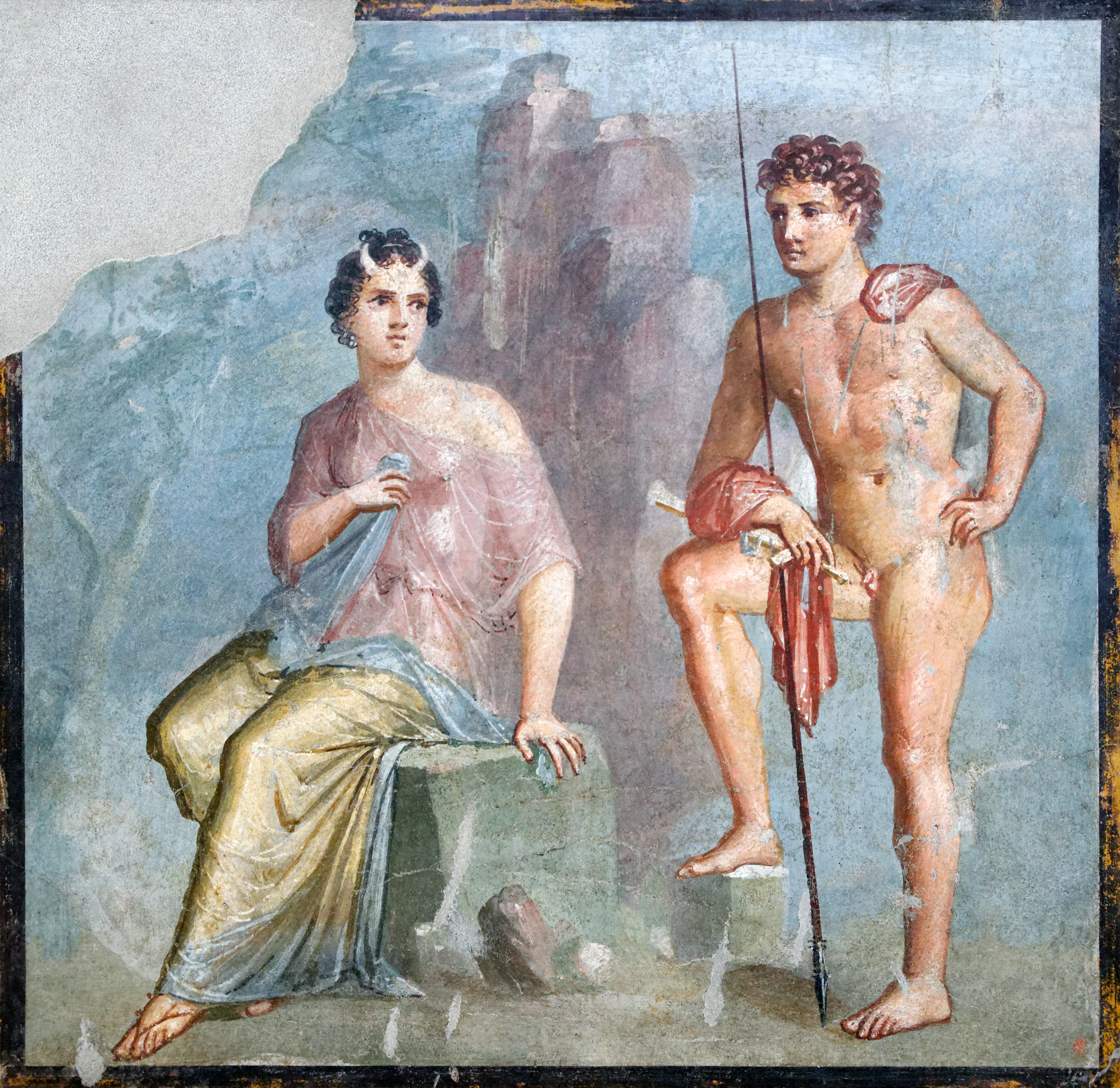
Io und Argos. Antikes Fresko aus Pompeji

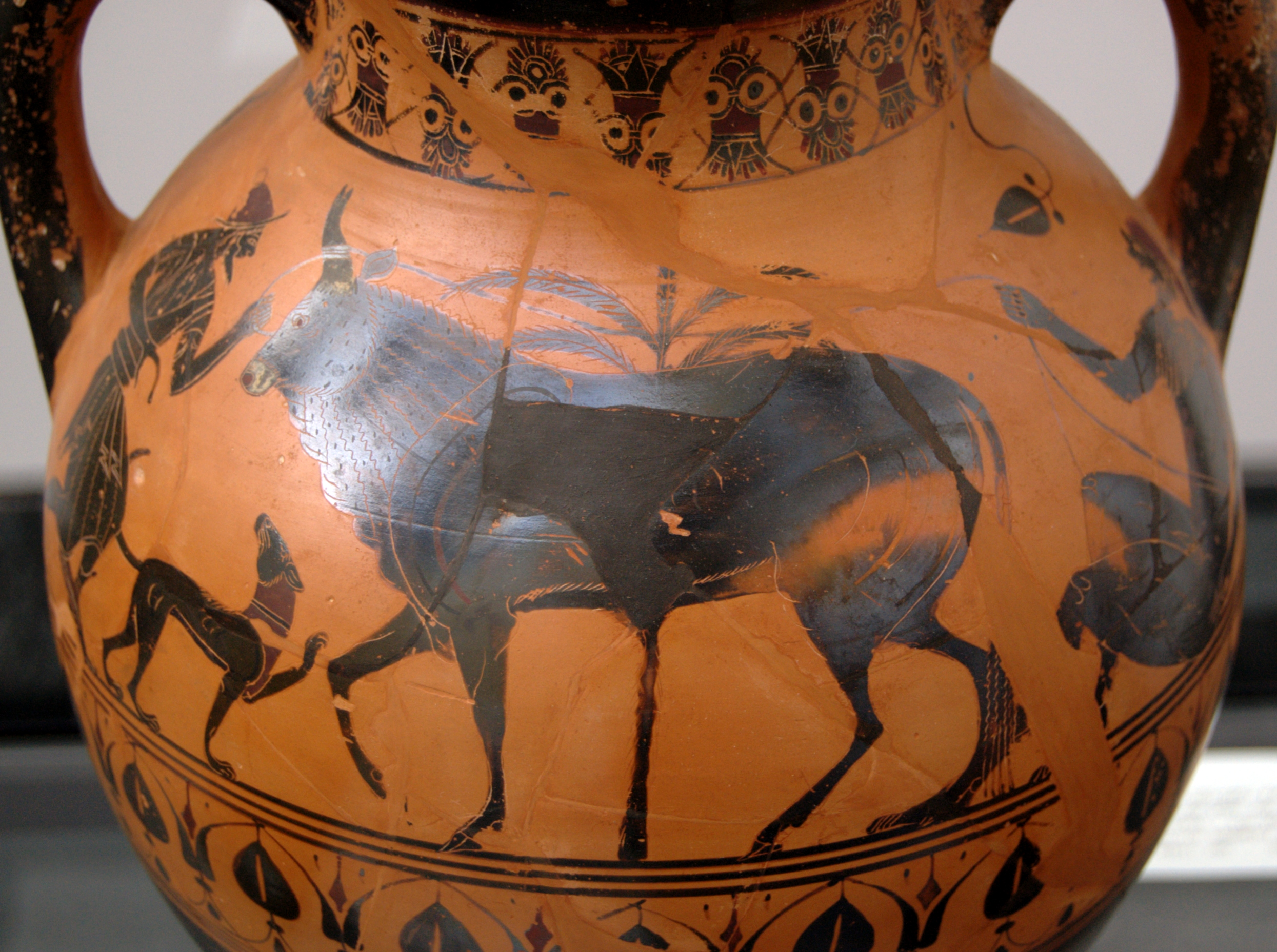
Hermes, Io (als Kuh) und Argos, schwarzfigurige Amphora der Northampton-Gruppe, 540–530 v. Chr., Staatliche Antikensammlungen, München (Inv. 585)

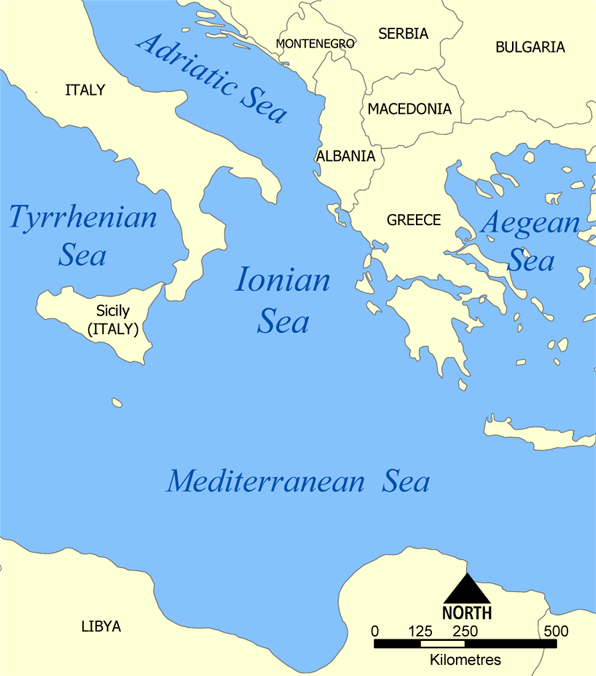
Lage des Ionisches Meeres

Io (altgriechisch Ἰώ Iṓ) ist in der griechischen Mythologie die Tochter des Flussgottes Inachos und der Melia. Sie war eine Geliebte des Zeus und brachte Epaphos zur Welt.

## Mythos
Zeus verliebte sich einst in Io, eine Priesterin der Hera, und verführte sie. Ovid stellt abweichend den Vorgang in seinen Metamorphosen als Vergewaltigung dar. In einer anderen Version ist Io in Träumen zuvor zu dieser Verbindung animiert worden. Dies bemerkte jedoch seine eifersüchtige Gattin Hera. Um die Tat zu vertuschen, verwandelte Zeus Io in eine weiße Kuh. Hera entdeckte dies jedoch und forderte die Kuh als Geschenk, was Zeus ihr nicht abzuschlagen vermochte.
Hera ließ die Kuh von dem hundertäugigen Riesen Argos bewachen. Aus Mitleid mit Io entsandte Zeus den Himmelsboten Hermes zu Argos mit dem Auftrag, ihn zu töten. Hermes schläferte mit seinem Flötenspiel Argos ein und schlug ihm dann den Kopf ab, sodass Io – immer noch in Tiergestalt – entfliehen konnte.
Der befreiten Io sandte Hera eine Rinderdassel, die sie unablässig verfolgte und durch die ganze Welt trieb. (Das tiefe Surren dieser für Rinder lebensgefährlichen Bremse vermag ganze Kuhherden in die Flucht zu treiben.) Auf der Flucht überquerte Io das Meer, das später nach ihr benannt wurde (Ionisches Meer) und überschritt die Furt, die ihr ihren Namen verdankt (Bosporus, griechisch für Kuh- oder Ochsenfurt), von Europa nach Asien.
Schließlich ließ sich Hera besänftigen, und Io, mittlerweile am Nil angelangt, erhielt ihre menschliche Gestalt zurück und gebar den Epaphos.
Nach Herodot war Ios Vater Inachos König von Argos. Einmal seien Phönizier nach Argos gekommen, um ihre Waren zu verkaufen. Als die Königstochter Io zu den Ständen kam, hätten die Phönizier sie geraubt, woraufhin die Griechen Vergeltung übten und die Tochter des Königs von Tyros raubten, die Europa hieß. So sei, berichtet Herodot, eine Reihe von gegenseitigen Frauenrauben entstanden, wie auch der Raub der Medea (Argonautensage) und der Helena, der zum Auslöser für den Trojanischen Krieg wurde. Allerdings berichtet Herodot auch von einer Version der Geschichte, nach der Io schwanger vom Kapitän des phönizischen Schiffs gewesen sei, weswegen sie, aus Furcht vor dem Zorn ihrer Eltern, freiwillig mit den Phöniziern mitgegangen sei.

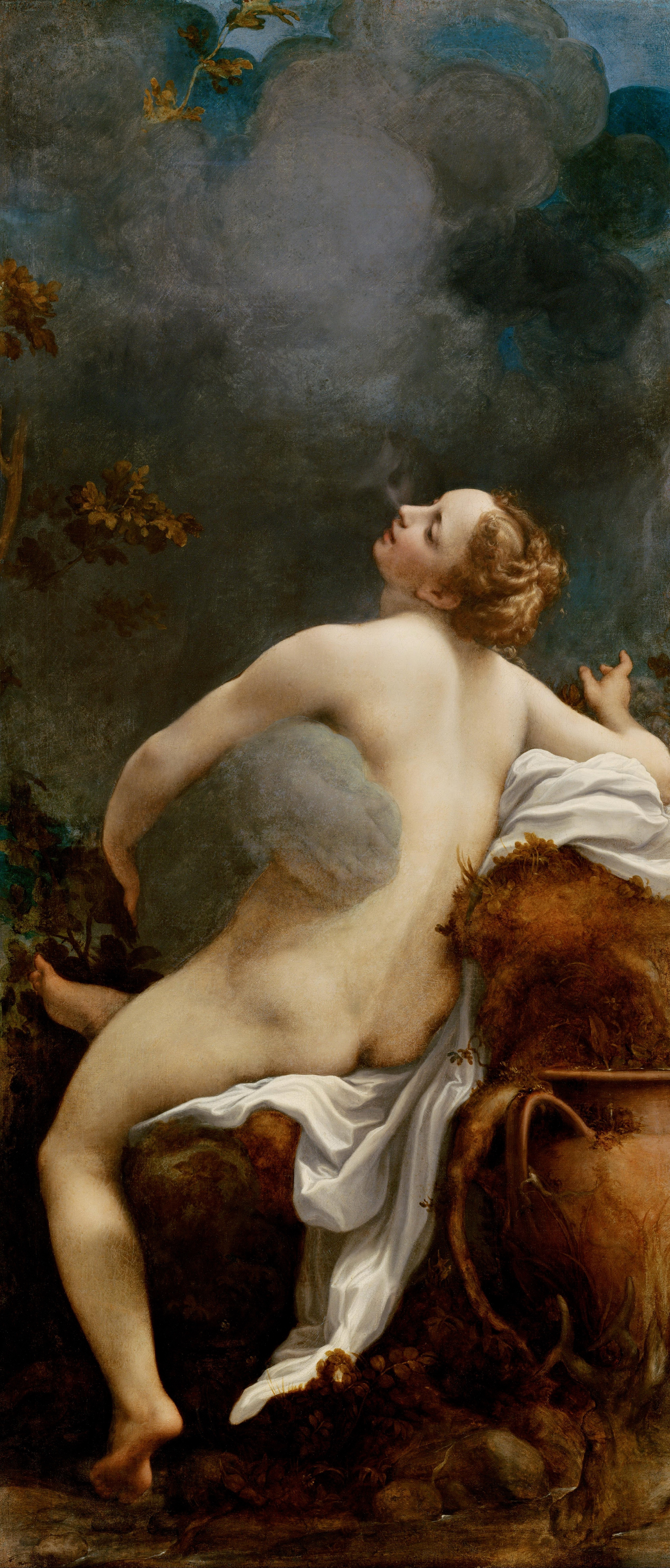
Antonio da Correggio: Jupiter und Io, Kunsthistorisches Museum, Wien

## Künstlerische Verarbeitungen
Die Thematik der Verführung Ios durch Zeus wurde mehrfach künstlerisch dargestellt. Zu den bekanntesten Abbildungen gehört das Gemälde Jupiter und Io von Antonio da Correggio.

## Benennungen
Der Jupitermond Io wurde, ebenso wie Kallisto, Ganymed und Europa, nach Jupiters gleichnamiger Liebschaft benannt. Neben anderen galt auch Io als Namensgeberin für das Ionische Meer, einen Teil des Mittelmeeres. In den Jahren 1902 bis 1904 benannte der britische Zoologe Oldfield Thomas drei Fledermausarten nach Io: den Ostasiatischen Frühabendsegler (Ia io), die Thomas-Gelbfledermaus (Rhogeessa io) und die Thomas-Sackflügelfledermaus (Balantiopteryx io).
Das Tagpfauenauge Aglais io ist ebenfalls nach ihr benannt.